# مارثا بارنت
مارثا بارنت (بالإنجليزية: Martha Barnett)‏ هي محامية أمريكية، ولدت في 1 يونيو 1947 في ديد سيتي في الولايات المتحدة.